# Добрушинское сельское поселение
Добрушинское се́льское поселе́ние (укр. Добрушинське сільське поселення, крымскотат. Добрушино кой юрту, Чотай кой юрту) — муниципальное образование в составе Сакского района Республики Крым России.

## География
Поселение расположено на северо-западе района, в степном Крыму. Граничит на севере с Раздольненским районом, на юге с Суворовским, на западе с Весёловским и Воробьёвским, на востоке со Столбовским и на юго-востоке с Кольцовским сельскими поселениями.
Площадь поселения 140,59 км².
Основная транспортная магистраль: автодорога 35Н-022 Славянское — Евпатория (по украинской классификации — автодорога С-0-11103).

## Население
| 2001  | 2014  | 2015  | 2016  | 2017  | 2018  | 2019  |
| ----- | ----- | ----- | ----- | ----- | ----- | ----- |
| 2563  | ↘2178 | ↗2183 | ↗2184 | ↗2188 | ↗2192 | ↘2189 |
| 2020  | 2021  |       |       |       |       |       |
| ↗2194 | ↘2189 |       |       |       |       |       |

## Состав сельского поселения
В состав поселения входят 5 населённых пунктов
| № | Населённый пункт | Тип населённого пункта | Население на 2014 год |
| - | ---------------- | ---------------------- | --------------------- |
| 1 | Добрушино        | село, центр            | ↘1213                 |
| 2 | Елизаветово      | село                   | ↘726                  |
| 3 | Известковое      | село                   | ↘88                   |
| 4 | Солдатское       | село                   | ↘73                   |
| 5 | Шалаши           | село                   | ↘78                   |

## История
Добрушинский сельский совет, судя по доступным историческим документам, был создан до 1 января 1968 года. На тот год, помимо Добрушино, в составе сельсовета числились сёла:
| - Баштановка - Богатое - Властное - Елизаветово | - Запорожское - Известковое - Наташино | - Солдатское - Чернушки - Шалаши |

К 1977 году Баштановка, Запорожское и Чернушки были упразднены, до 1985 года ликвидировано Богатое. 5 сентября 1985 года Властное и Наташино переданы во вновь созданный Весёловский сельсовет и совет обрёл нынешний состав.
С 12 февраля 1991 года сельсовет в восстановленной Крымской АССР, 26 февраля 1992 года переименованной в Автономную Республику Крым. С 21 марта 2014 года в составе Крыма аннексировано Россией. Законом «Об установлении границ муниципальных образований и статусе муниципальных образований в Республике Крым» от 4 июня 2014 года территория административной единицы была объявлена муниципальным образованием со статусом сельского поселения.